# А (Па де Кале)
А (фр. Aa) је река у Француској. Дуга је 89 km. Улива се у Северно море. 